# Energia solar no Brasil

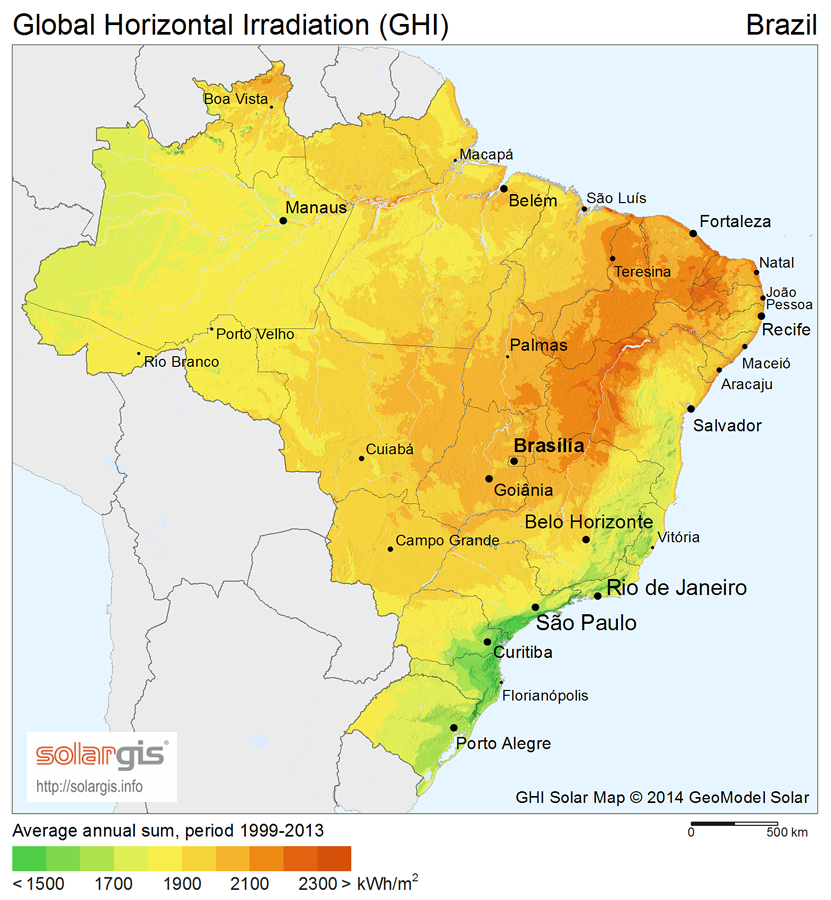
Potencial solar do território brasileiro

A energia solar no Brasil tinha capacidade instalada de 21 GW em outubro de 2022. Em 2021 o Brasil era o 14° país do mundo em termos de potência instalada de energia solar (13 GW)., e o 11º país do mundo que mais produzia energia solar (16,8 TWh). Do total da matriz energética brasileira instalada, 2,48% era composta pelos sistemas solares fotovoltaicos em outubro de 2021.
Em meados de 2019, tinha o equivalente a 2,9 GW de potência instalada. Esse valor, em 2018, era de 1,19 GW e correspondia a 0,75%.
O Brasil recebe uma insolação (número de horas de brilho do Sol) superior a 3000 horas por ano, sendo que na região Nordeste há uma incidência média diária entre 4,5 a 6 kWh. É o país com a maior taxa de irradiação solar do mundo.
Os principais produtores de energia solar no Brasil, em maio de 2022, em termos de usinas solares instaladas, eram: Bahia, com 1.354 MW e 44 parques; Piauí, com 1.205 MW e 33 parques; Minas Gerais, com 730 MW e 37 parques; São Paulo, com 588 MW e 35 parques; Ceará, com 499 MW e 21 parques; Pernambuco, com 315 MW e 21 parques; Rio Grande do Norte, com 261 MW e 15 parques; e Paraíba, com 166 MW e 10 parques. O Brasil totalizava 5,18 GW em energia solar instalada em usinas solares nesta época. Já na geração descentralizada, ou seja, na auto-geração, ou também chamada micro e minigeração distribuída, o Brasil atingiu 10 GW de energia solar instalada em março de 2022, onde se destacavam Minas Gerais com 1,73 GW, São Paulo com 1,29 GW e Rio Grande do Sul com 1,17 GW deste total.. Com ambos somados, chegava-se à marca de mais de 15 GW de energia solar instalada no país em maio de 2022.

## Evolução do potencial instalado
A evolução do potencial instalado no país deu-se da seguinte forma:

## Leilões
O governo brasileiro realizou dois leilões exclusivos para energia solar. O primeiro foi realizado a nível nacional, em outubro de 2014, e resultou na contratação de 890 MW, sendo que o valor final atingiu R$ 215,12 / MWh. O segundo, realizado em agosto de 2015, terminou com a contratação de 833,80 MW, a um valor médio de R$ 301,79 / MWh. Outro leilão deve ocorrer em novembro de 2015.
Em dezembro de 2017, a energia solar foi a grande vencedora do leilão realizado, com a contratação de 172,6 MW médios, envolvendo investimento de R$ 3,8 bilhões, e uma potência de 790 megawatts-pico (MWp). O preço médio da fonte foi de R$ 145,68/MWh, deságio de 55,7% em relação ao máximo estabelecido pela Agência Nacional de Energia Elétrica (ANEEL).
No leilão realizado em abril de 2018, as usinas solares também responderam pela maior parte da contratação, com 806,6 MW em capacidade, com preços entre R$ 117 e R$ 118, contra um recorde anterior de R$ 143,50 reais, e com deságio de cerca de 60 %. Em 2018, estavam em construção empreendimentos que acrescentariam 588 MW de energia solar à matriz energética brasileira, no Ceará, Bahia, Minas Gerais e Paraíba; e outros com capacidade total de 880 MW estavam a espera de a construção ser iniciada.

## Estrutura

### Usinas solares

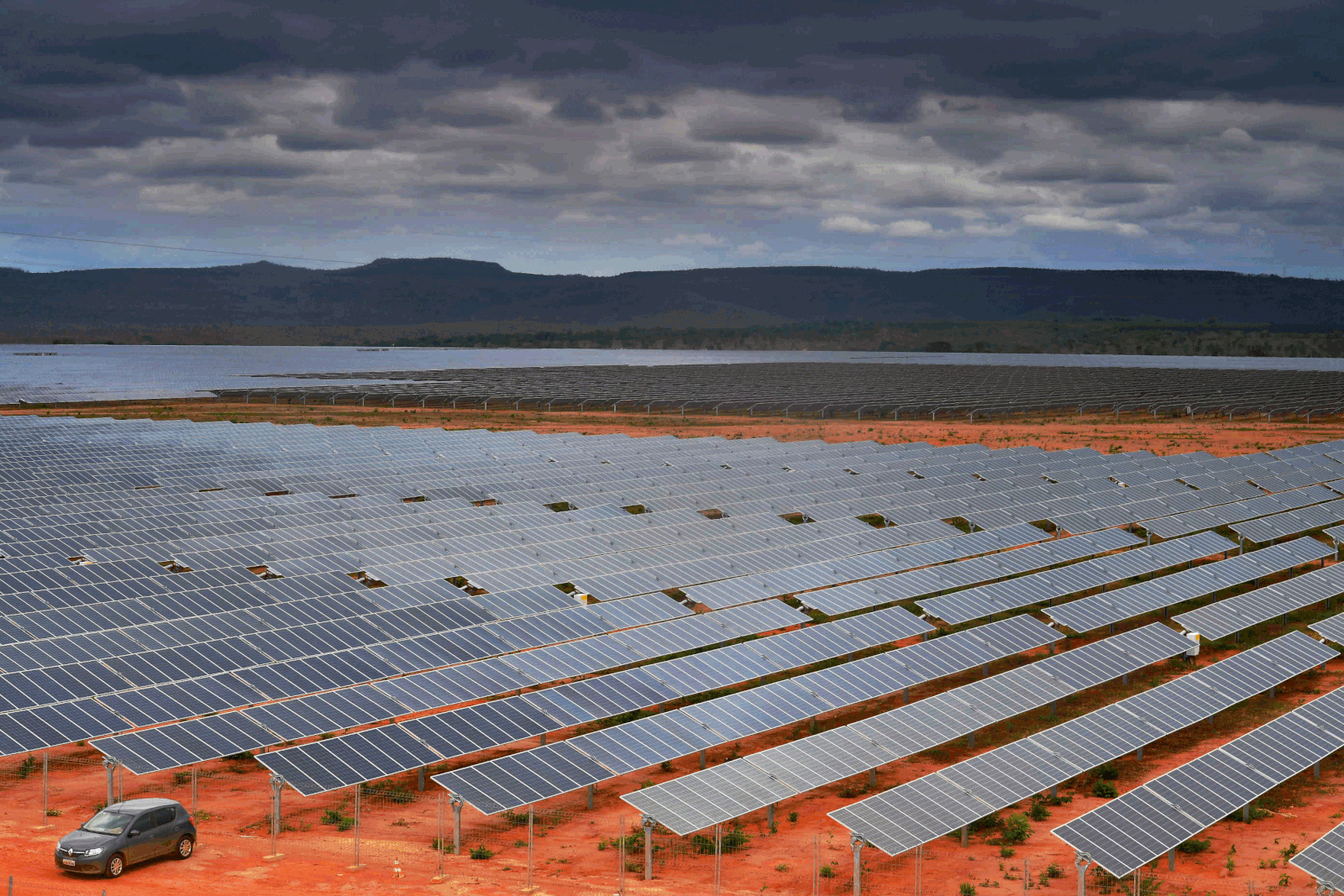
Complexo Solar Pirapora, em Minas Gerais, maior do Brasil e da América Latina com capacidade de 321 MW.

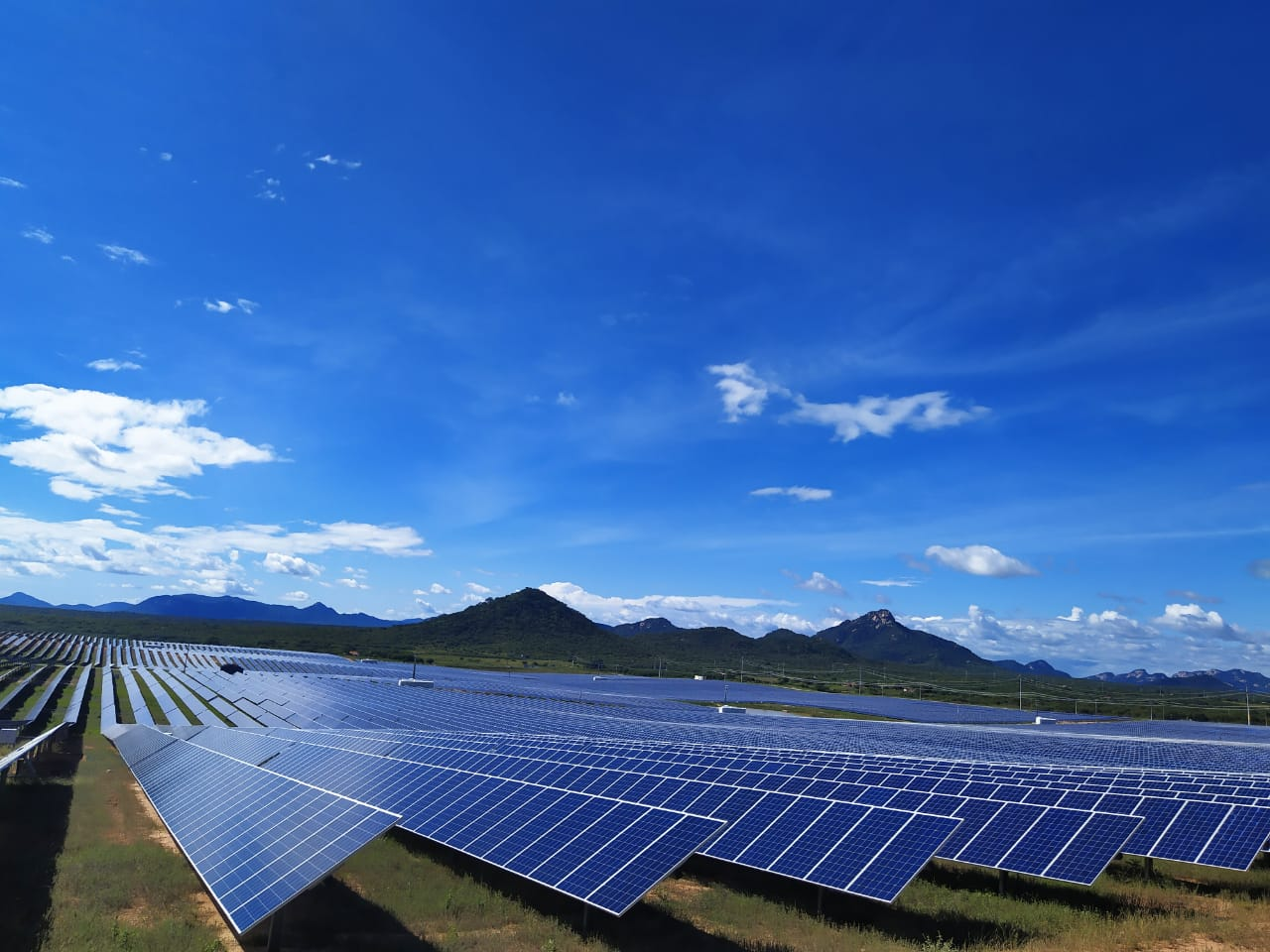
Usina solar fotovoltaica de Malta, na Paraíba

Em agosto de 2011 foi inaugurada no município de Tauá, no sertão do Ceará, a MPX Tauá, primeira usina solar fotovoltaica a gerar eletricidade em escala comercial no Brasil. A usina tem capacidade inicial de geração de 1 megawatt.
Até 2017, a maior usina solar do país era a Usina Solar Cidade Azul, construída pela Tractebel Energia, composta por 19.424 painéis solares e estando localizada em uma área de 10 hectares às margens da BR-101, no município de Tubarão, estado de Santa Catarina, e gerando energia 3 MW, suficiente para abastecer cerca de 2.500 residências. O projeto faz parte de um investimento de pesquisa e desenvolvimento da Agência Nacional de Energia Elétrica (Aneel) em parceria com a Universidade Federal de Santa Catarina (UFSC).
No ano de 2017, entraram em operação as usinas Complexo Solar Lapa (BA), com 158 MW, Parque Solar Ituverava (BA), com 254 MW, e o Parque Solar Nova Olinda (PI), com 292 MW, consideradas as maiores usinas de geração solar da América Latina. Em dezembro, entram em operação o Complexo Fotovoltaico Floresta (86 MW) e Complexo Fotovoltaico Assu (30 MW), no Rio Grande do Norte.
Em fevereiro de 2018, entra em operação o Complexo Solar Guaimbê, no estado de São Paulo, com 150 MW de potência instalada. Em março, foi inaugurado o Parque Solar Horizonte (BA), com 103 MW. Em agosto de 2018, a Usina Solar Pirapora, em Minas Gerais, se torna a maior usina solar do país, com potência instalada de 321 MW. Em outubro, entraram em operação as Usinas Solares Angico I e Malta, na Paraíba, em total de 54 MW.
Em julho de 2019, a startup japonesa Shizen Energy em parceria com a Espaço Y, criaram a primeira usina de energia solar das empresas. A planta está localizada no núcleo rural de Capão Seco, em Paranoá, Distrito Federal, e tem a capacidade de 1,1MWp. A usina foi construída por intermédio da FazSol, filha da parceria entre as duas empresas. Em agosto, governo brasileiro inaugura usina solar flutuante no reservatório de Sobradinho, Bahia. Com a capacidade de 1 megawatt-pico (MWp) de energia.
Na década de 2020, a energia solar do Brasil apresenta potencial para a produção do chamado "hidrogênio verde".

### Geração distribuída (descentralizada)
A geração descentralizada, aquela gerada pelos sistemas instalados nos telhados das residências, é outra maneira de produzir energia através da luz solar. Em janeiro de 2012, a Agência Nacional de Energia Elétrica (ANEEL) publicou a Norma Resolutiva 482/2012, que estabeleceu regras para a micro (até 75 kW) e a mini geração (entre 75 kW e 5 MW) e permitiu, em tese, que consumidores possam gerar sua própria energia e trocar o excedente por créditos por descontos em futuras contas de luz.
Com a Resolução Normativa 687/15 oferecendo maiores incentivos para o mercado da geração distribuída.
- Estabelecimento das modalidades de autoconsumo remoto e geração compartilhada: abrindo as portas para a geração em terrenos afastados do local de consumo (mas ainda na área da mesma distribuidora) e para vizinhos que queiram participar do sistema de compensação de energia;
- Possibilidade de compensação de créditos de energia entre matrizes e filiais de grupos empresariais;
- Sistemas de geração distribuída condominiais (pessoas físicas e jurídicas).

O potencial máximo permitido na geração distribuída para o fonte solar foi ampliado para 5 MW. Os créditos de energia elétrica podem ser utilizados dentro do prazo de 60 meses.
De acordo com a ANEEL, o número de sistemas deste tipo implantados passou de 8 (de janeiro a março de 2013) para 111.852 (em setembro de 2019), sendo 111.527 sistemas fotovoltaicos, 93 hidráulicos, 59 eólicos, 173 termelétrico.
Em dezembro de 2018, a geração distribuída fotovoltaica contava com 490 kW subindo, no final de 2019, para 1204 MW.
Em maio de 2021, Minas Gerais se tornou o primeiro estado a atingir 1 GW em potência instalada de energia solar, que representava 18% de todo o potencial instalado no país e aproximadamente R$ 4,5 bilhões efetivamente investidos pelos mineiros para geração da própria energia. De acordo com dados da Aneel, a energia renovável é fornecida por 84.248 usinas de microgeração e minigeração instaladas no estado, que beneficiam mais de 120 mil consumidores e evitam a emissão de aproximadamente 394 mil toneladas de gases de efeito estufa por ano.

### Capacidade instalada
| Ano   | Energia fotovoltaica |      |
| MW    | TWh                  |      |
| ----- | -------------------- | ---- |
| 2013  | 8                    |      |
| 2014  | 20                   |      |
| 2015  | 41                   |      |
| 2016  | 148                  |      |
| 2017  | 1.296                |      |
| 2018  | 2.470                |      |
| 2019  | 4.615                |      |
| 2020  | 7.881                |      |
| 2021  | 13.055               | 16.8 |
| out22 | 21.000               |      |

Fonte: